# Jussi Jääskeläinen
Jussi Albert Jääskeläinen, född 19 april 1975 i S:t Michel, är en finländsk före-detta fotbollsmålvakt som senast spelade för ATK Football Club i Kalkutta, Västbengalen. Han spelade tidigare i Bolton Wanderers under 15 säsonger. 

## Landslagskarriär
Jääskeläinen gjorde sin landslagsdebut den 25 mars 1998 mot Malta. Han var länge andremålvakt i det finska landslaget men när Antti Niemi slutade i landslaget 2005, blev Jääskeläinen slutligen förstemålvakt. Den 29 oktober 2009 meddelade Jääskeläinen att han slutar i landslaget. I förklaringen till sitt beslut berättade Jääskeläinen att han hoppades att han skulle kunna fortsätta spela i sin klubb i flera år till. Dock så gjorde han den 6 oktober 2010 comeback i landslaget i en match mot Ungern efter att Otto Fredrikson blivit skadad.